# Operação Nascente de Paz
A Ofensiva no Curdistão sírio de 2019, mais conhecida como Operação Nascente de Paz (em turco: Barış Pınarı Harekâtı; em árabe: عملية نبع السلام), foi uma operação militar conduzida pelas Forças Armadas da Turquia e pelo Exército Nacional Sírio (SNA) contra a Administração Autônoma do Norte e Leste da Síria (NES) e as Forças Democráticas Sírias (SDF), a ala armada da NES, no Curdistão Sírio. A operação começou em 9 de outubro de 2019, quando a Força Aérea Turca lançou ataques aéreos em cidades fronteiriças, incluindo Ras al-Ayn.
Segundo um porta-voz do presidente Erdoğan, a operação visava "corrigir os dados demográficos" do norte da Síria. A ação turca foi condenada internacionalmente, com muitos países descrevendo-a como uma violação do direito internacional, uma violação da soberania, uma violação da paz e que é uma grande preocupação de segurança e de direitos humanos.
Após violentos combates, um cessar-fogo foi firmado, embora escaramuças ainda persistissem na região de fronteira turco-síria. Ao final de novembro, boa parte dos combates já havia cessado.

## Contexto

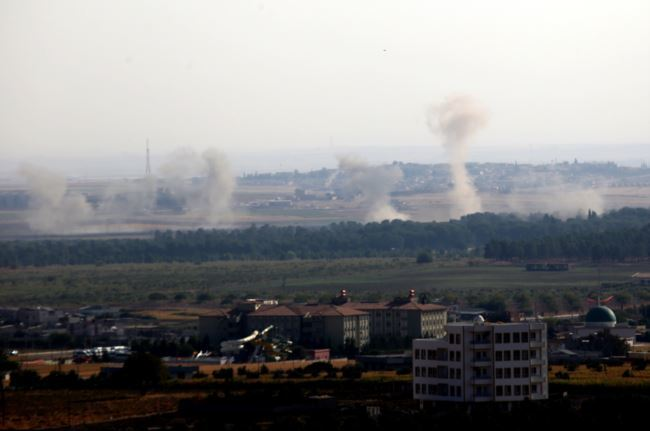
A cidade de Ras al-Ayn, no noroeste da província de Al-Hasakah, sendo bombardeada por forças militares turcas.

Após meses de ameaças turcas de invadir unilateralmente o norte da Síria, um acordo foi fechado em agosto de 2019 entre a Turquia e os Estados Unidos, que consideravam as Forças Democráticas Sírias como um de seus principais aliados na intervenção militar contra o ISIL na Síria. O acordo estabeleceu a Zona Tampão do Norte da Síria, que visava dissipar as tensões, abordando as "preocupações de segurança" da Turquia por meio de monitoramento e patrulhas conjuntas, enquanto ainda permitia ao NES manter o controle sobre as áreas que tinha sob seu controle naquele momento. O acordo foi recebido favoravelmente pelos Estados Unidos e SDF/NES, mas a Turquia estava geralmente insatisfeita com o acordo. A insatisfação da Turquia levou a numerosos esforços turcos para expandir a área coberta pela zona-tampão, garantir o controle turco sobre partes dela ou transferir milhões de refugiados para a zona, com todos esses esforços fracassando diante da firme resistência dos SDF e da ambivalência estadunidense.
Apesar do início oficial das patrulhas terrestres dos EUA e da Turquia, do desmantelamento das fortificações do FDS e da retirada de unidades YPG de partes da zona-tampão, as tensões continuaram a aumentar à medida que a Turquia impunha ainda mais demandas ao SDF, todas negadas pelo este último, que se considerava já aceitou um compromisso severo ao permitir que as tropas turcas participassem de patrulhas conjuntas com seus colegas estadunidenses no norte da Síria. A insatisfação da Turquia com o status quo do acordo tornou-se hostilidade aberta, com o presidente turco fazendo abertamente um ultimato contra o SDF. O ultimato foi ignorado e a Turquia declarou que seu "prazo" expirou no início de outubro daquele mesmo ano.

## Cessar-fogo
Em 17 de outubro de 2019, o vice-presidente dos Estados Unidos, Mike Pence, anunciou que os Estados Unidos e a Turquia chegaram a um acordo, no qual a Turquia concordaria com um cessar-fogo na Síria em troca de uma retirada completa pelo SDF de uma "zona segura", como diz a Turquia, que se estende 32 km ao sul da fronteira Síria-Turquia. Contudo, logo emergiram acusações de que o cessar-fogo estaria sendo violado, com os curdos afirmando que os turcos mantiveram-se na ofensiva. Em 22 de outubro, o presidente russo, Vladimir Putin, e o presidente turco, Recep Tayyip Erdoğan, firmaram um novo acordo para estender o cessar-fogo por mais 150 horas para deixar o FDS recuar mais 30 km da fronteira turca, além de abandonar suas posições em Tal Rifaat e Manbij, no norte da província de Alepo. O acordo também estabeleceu patrulhas conjuntas entre tropas russas e turcas num região de 10 km da fronteira até a cidade de Qamishli (Al-Hasakah). O novo cessar-fogo entrou em vigor a 23 de outubro.